# Marokkaans voetbalelftal onder 17 (mannen)
Het Marokkaans voetbalelftal onder 17 is het Marokkaans voetbalelftal voor spelers onder de 17 jaar. Het team vertegenwoordigt Marokko onder andere op het Wereldkampioenschap voetbal onder 17 en de Afrika Cup -17.

## Erelijst
- UNAF U-17

Winnaar (4): 2007, 2011, 2018, 2022

Tweede plaats (3): 2009, 2014, 2018

Derde plaats (4): 2008, 2009, 2012, 2015
- Arab Cup U-17

Tweede plaats (1): 2022

Derde plaats (1): 2012
- Africa Cup U-17

Tweede plaats (1): 2023

## WK U-17
| Wereldkampioenschap voetbal onder 16 en 17 | Wereldkampioenschap voetbal onder 16 en 17 | Wereldkampioenschap voetbal onder 16 en 17 | Wereldkampioenschap voetbal onder 16 en 17 | Wereldkampioenschap voetbal onder 16 en 17 | Wereldkampioenschap voetbal onder 16 en 17 | Wereldkampioenschap voetbal onder 16 en 17 | Wereldkampioenschap voetbal onder 16 en 17 | Wereldkampioenschap voetbal onder 16 en 17 |
| Deelnames: 2 / 19                          | Deelnames: 2 / 19                          | Deelnames: 2 / 19                          | Deelnames: 2 / 19                          | Deelnames: 2 / 19                          | Deelnames: 2 / 19                          | Deelnames: 2 / 19                          | Deelnames: 2 / 19                          | Deelnames: 2 / 19                          |
| Jaar                                       | Ronde                                      | Wed.                                       | W                                          | D                                          | L                                          | DV                                         | DT                                         |                                            |
| ------------------------------------------ | ------------------------------------------ | ------------------------------------------ | ------------------------------------------ | ------------------------------------------ | ------------------------------------------ | ------------------------------------------ | ------------------------------------------ | ------------------------------------------ |
| 1985                                       | Niet deelgenomen                           | Niet deelgenomen                           | Niet deelgenomen                           | Niet deelgenomen                           | Niet deelgenomen                           | Niet deelgenomen                           | Niet deelgenomen                           |                                            |
| 1987                                       | Niet deelgenomen                           | Niet deelgenomen                           | Niet deelgenomen                           | Niet deelgenomen                           | Niet deelgenomen                           | Niet deelgenomen                           | Niet deelgenomen                           |                                            |
| 1989                                       | Niet gekwalificeerd                        | Niet gekwalificeerd                        | Niet gekwalificeerd                        | Niet gekwalificeerd                        | Niet gekwalificeerd                        | Niet gekwalificeerd                        | Niet gekwalificeerd                        |                                            |
| 1991                                       | Gediskwalificeerd                          | Gediskwalificeerd                          | Gediskwalificeerd                          | Gediskwalificeerd                          | Gediskwalificeerd                          | Gediskwalificeerd                          | Gediskwalificeerd                          | Gediskwalificeerd                          |
| 1993                                       | Niet deelgenomen                           | Niet deelgenomen                           | Niet deelgenomen                           | Niet deelgenomen                           | Niet deelgenomen                           | Niet deelgenomen                           | Niet deelgenomen                           |                                            |
| 1995                                       | Niet gekwalificeerd                        | Niet gekwalificeerd                        | Niet gekwalificeerd                        | Niet gekwalificeerd                        | Niet gekwalificeerd                        | Niet gekwalificeerd                        | Niet gekwalificeerd                        |                                            |
| 1997                                       | Niet gekwalificeerd                        | Niet gekwalificeerd                        | Niet gekwalificeerd                        | Niet gekwalificeerd                        | Niet gekwalificeerd                        | Niet gekwalificeerd                        | Niet gekwalificeerd                        |                                            |
| 1999                                       | Niet gekwalificeerd                        | Niet gekwalificeerd                        | Niet gekwalificeerd                        | Niet gekwalificeerd                        | Niet gekwalificeerd                        | Niet gekwalificeerd                        | Niet gekwalificeerd                        |                                            |
| 2001                                       | Niet gekwalificeerd                        | Niet gekwalificeerd                        | Niet gekwalificeerd                        | Niet gekwalificeerd                        | Niet gekwalificeerd                        | Niet gekwalificeerd                        | Niet gekwalificeerd                        |                                            |
| 2003                                       | Niet gekwalificeerd                        | Niet gekwalificeerd                        | Niet gekwalificeerd                        | Niet gekwalificeerd                        | Niet gekwalificeerd                        | Niet gekwalificeerd                        | Niet gekwalificeerd                        |                                            |
| 2005                                       | Niet gekwalificeerd                        | Niet gekwalificeerd                        | Niet gekwalificeerd                        | Niet gekwalificeerd                        | Niet gekwalificeerd                        | Niet gekwalificeerd                        | Niet gekwalificeerd                        |                                            |
| 2007                                       | Niet gekwalificeerd                        | Niet gekwalificeerd                        | Niet gekwalificeerd                        | Niet gekwalificeerd                        | Niet gekwalificeerd                        | Niet gekwalificeerd                        | Niet gekwalificeerd                        |                                            |
| 2009                                       | Niet deelgenomen                           | Niet deelgenomen                           | Niet deelgenomen                           | Niet deelgenomen                           | Niet deelgenomen                           | Niet deelgenomen                           | Niet deelgenomen                           |                                            |
| 2011                                       | Niet gekwalificeerd                        | Niet gekwalificeerd                        | Niet gekwalificeerd                        | Niet gekwalificeerd                        | Niet gekwalificeerd                        | Niet gekwalificeerd                        | Niet gekwalificeerd                        |                                            |
| 2013                                       | Achtste finale                             | 4                                          | 2                                          | 1                                          | 1                                          | 8                                          | 5                                          |                                            |
| 2015                                       | Niet gekwalificeerd                        | Niet gekwalificeerd                        | Niet gekwalificeerd                        | Niet gekwalificeerd                        | Niet gekwalificeerd                        | Niet gekwalificeerd                        | Niet gekwalificeerd                        |                                            |
| 2017                                       | Niet gekwalificeerd                        | Niet gekwalificeerd                        | Niet gekwalificeerd                        | Niet gekwalificeerd                        | Niet gekwalificeerd                        | Niet gekwalificeerd                        | Niet gekwalificeerd                        |                                            |
| 2019                                       | Niet gekwalificeerd                        | Niet gekwalificeerd                        | Niet gekwalificeerd                        | Niet gekwalificeerd                        | Niet gekwalificeerd                        | Niet gekwalificeerd                        | Niet gekwalificeerd                        |                                            |
| 2021                                       | Geannuleerd                                | Geannuleerd                                | Geannuleerd                                | Geannuleerd                                | Geannuleerd                                | Geannuleerd                                | Geannuleerd                                |                                            |
| 2023                                       | Kwartfinale                                | 5                                          | 2                                          | 1                                          | 2                                          | 5                                          | 4                                          |                                            |
| Totaal                                     | 2/19                                       | 9                                          | 4                                          | 2                                          | 3                                          | 13                                         | 9                                          |                                            |

## Afrika Cup U-17
| Afrikaans kampioenschap voetbal onder 17 | Afrikaans kampioenschap voetbal onder 17 | Afrikaans kampioenschap voetbal onder 17 | Afrikaans kampioenschap voetbal onder 17 | Afrikaans kampioenschap voetbal onder 17 | Afrikaans kampioenschap voetbal onder 17 | Afrikaans kampioenschap voetbal onder 17 | Afrikaans kampioenschap voetbal onder 17 |                  |
| Deelnames: 4 / 16                        | Deelnames: 4 / 16                        | Deelnames: 4 / 16                        | Deelnames: 4 / 16                        | Deelnames: 4 / 16                        | Deelnames: 4 / 16                        | Deelnames: 4 / 16                        | Deelnames: 4 / 16                        |                  |
| Jaar                                     | Ronde                                    | Wed.                                     | W                                        | D                                        | L                                        | DV                                       | DT                                       |                  |
| ---------------------------------------- | ---------------------------------------- | ---------------------------------------- | ---------------------------------------- | ---------------------------------------- | ---------------------------------------- | ---------------------------------------- | ---------------------------------------- | ---------------- |
| 1995                                     | Niet gekwalificeerd                      | Niet gekwalificeerd                      | Niet gekwalificeerd                      | Niet gekwalificeerd                      | Niet gekwalificeerd                      | Niet gekwalificeerd                      | Niet gekwalificeerd                      |                  |
| 1997                                     | Niet gekwalificeerd                      | Niet gekwalificeerd                      | Niet gekwalificeerd                      | Niet gekwalificeerd                      | Niet gekwalificeerd                      | Niet gekwalificeerd                      | Niet gekwalificeerd                      |                  |
| 1999                                     | Niet gekwalificeerd                      | Niet gekwalificeerd                      | Niet gekwalificeerd                      | Niet gekwalificeerd                      | Niet gekwalificeerd                      | Niet gekwalificeerd                      | Niet gekwalificeerd                      |                  |
| 2001                                     | Niet gekwalificeerd                      | Niet gekwalificeerd                      | Niet gekwalificeerd                      | Niet gekwalificeerd                      | Niet gekwalificeerd                      | Niet gekwalificeerd                      | Niet gekwalificeerd                      |                  |
| 2003                                     | Niet gekwalificeerd                      | Niet gekwalificeerd                      | Niet gekwalificeerd                      | Niet gekwalificeerd                      | Niet gekwalificeerd                      | Niet gekwalificeerd                      | Niet gekwalificeerd                      |                  |
| 2005                                     | Niet gekwalificeerd                      | Niet gekwalificeerd                      | Niet gekwalificeerd                      | Niet gekwalificeerd                      | Niet gekwalificeerd                      | Niet gekwalificeerd                      | Niet gekwalificeerd                      |                  |
| 2007                                     | Niet gekwalificeerd                      | Niet gekwalificeerd                      | Niet gekwalificeerd                      | Niet gekwalificeerd                      | Niet gekwalificeerd                      | Niet gekwalificeerd                      | Niet gekwalificeerd                      |                  |
| 2009                                     | Niet deelgenomen                         | Niet deelgenomen                         | Niet deelgenomen                         | Niet deelgenomen                         | Niet deelgenomen                         | Niet deelgenomen                         | Niet deelgenomen                         | Niet deelgenomen |
| 2011                                     | Niet gekwalificeerd                      | Niet gekwalificeerd                      | Niet gekwalificeerd                      | Niet gekwalificeerd                      | Niet gekwalificeerd                      | Niet gekwalificeerd                      | Niet gekwalificeerd                      |                  |
| 2013                                     | Halve finale                             | 5                                        | 2                                        | 2                                        | 1                                        | 10                                       | 5                                        |                  |
| 2015                                     | Niet gekwalificeerd                      | Niet gekwalificeerd                      | Niet gekwalificeerd                      | Niet gekwalificeerd                      | Niet gekwalificeerd                      | Niet gekwalificeerd                      | Niet gekwalificeerd                      |                  |
| 2017                                     | Niet gekwalificeerd                      | Niet gekwalificeerd                      | Niet gekwalificeerd                      | Niet gekwalificeerd                      | Niet gekwalificeerd                      | Niet gekwalificeerd                      | Niet gekwalificeerd                      |                  |
| 2019                                     | Groepsfase                               | 3                                        | 0                                        | 1                                        | 2                                        | 2                                        | 4                                        |                  |
| 2021                                     | Geannuleerd wegens Coronapandemie        | Geannuleerd wegens Coronapandemie        | Geannuleerd wegens Coronapandemie        | Geannuleerd wegens Coronapandemie        | Geannuleerd wegens Coronapandemie        | Geannuleerd wegens Coronapandemie        | Geannuleerd wegens Coronapandemie        |                  |
| 2023                                     | Finale                                   | 6                                        | 3                                        | 1                                        | 2                                        | 8                                        | 5                                        |                  |
| 2025                                     | Winnaar                                  | 6                                        | 3                                        | 3                                        | 0                                        | 11                                       | 1                                        |                  |
| Totaal                                   | Totaal                                   | 20                                       | 8                                        | 7                                        | 5                                        | 31                                       | 15                                       |                  |